# كلمة المرور الآمنة
كلمة المرور الأمنة هو أحد البرامج الحرة والمفتوحة المصدر والبرمجيات لتخزين كلمات المرور في Microsoft Windows. كما يتوفر إصدار بيتا أوبونتو وأنظمة التشغيل دبيان . كما يتوفر إصدار جافا-تعتمد على سورس.

## التصميم
بعد ملء كلمة المرور الرئيسية المستخدم لديه حق الوصول إلى جميع بيانات حساباته وإدخال كلمات المرور وحفظها. يمكن تنظيم وفرز فئات البيانات إلى مراجع يسهل على المستخدم تذكرها. المفاتيح Ctrl + C ينسخ كلمة المرور الخاصة بالحساب المحدد إلى الحافظة، المفاتيح Ctrl + U تنسخ أسم المستخدم. يمكن في البرنامج تحديد وقت لتغييرها تلقائياً بعد فترة من الخمول ومسح الحافظة.

## التاريخ
بدأ البرنامج بروس شناير في نظم خاص، وهو الآن مستضافة على سورس ووضعته مجموعة من المتطوعين.

## حفل استقبال
وقد أبرزت المراجعين البساطة للبرنامج لها ميزة أفضل.

## وصلات خارجية
- كلمة المرور الآمنة على موقع Open Hub (الإنجليزية)
- كلمة المرور الآمنة على موقع Google Play (الإنجليزية)
- المرور الأمن في سورس
- [صفحة مشروع سورس http://sourceforge.net/projects/passwordsafe/]